# Real Club Náutico de Tenerife (bàsquet)
El Real Club Náutico de Tenerife de bàsquet és la secció de basquetbol del club Real Club Náutico de Tenerife de la ciutat de Santa Cruz de Tenerife (Illes Canàries).
El club havia nascut a començament del segle xx, però la secció de basquetbol no fou creada fins a l'any 1952. Fou el primer club canari de bàsquet en jugar a la primera divisió espanyola. Ascendí per primer cop l'any 1966. Descendí a segona l'any 1974 i tornà a pujar a primera el 1975. La seva darrera temporada a la màxima categoria del bàsquet espanyol fou el 1982.

Escut del club.

Amb la professionalització del basquetbol el club es mantingué en les categories amateurs del basquetbol.